# 世界行ってみたらホントはこんなトコだった!?
『世界行ってみたらホントはこんなトコだった!?』（せかいいってみたらホントはこんなトコだった!?）は、2011年10月17日から2012年9月24日までおよび2013年1月23日から3月27日まで放送され、2013年10月から放送再開して2015年9月22日まで放送されていたフジテレビ系列の海外情報バラエティ番組。 通称は『セカホン』。

## 概要
本番組はパイロット版が2011年6月3日深夜に関東ローカルの単発番組として放送され、好評だったことから、もう1回関東ローカルの単発番組を放送した後、秋改編で10月17日よりバラパラ月曜日（23:00 - 23:30〈JST〉）枠（ネオプライムタイム）でレギュラー化された。
番組の内容は、世界各国の1か国2都市に2人のディレクターがそれぞれ2週間ずつ滞在し、その都市について徹底取材する。
番組内では、THE HIGH-LOWSの楽曲がよく使われていた。
月9ドラマや『SMAP×SMAP』が放送時間を拡大する場合は、多くの場合23時15分開始となるが『SMAP×SMAP』が休止する場合に限り22時開始の90分SPが放送される。また改編期には、スペシャル版が放送されているが3時間スペシャル放送時は途中、スポットニュースを挿入していた。
当番組は字幕放送を対応しているが、出演者全員が白で表示されていた。
2012年9月24日にシーズン1（ネオプライムタイム）の放送を終了するも、『カスペ!』枠で不定期の単発特番が1度放送された。その後、わずか5回の放送で打ち切りになった『世界は言葉でできている』の後継番組および、4月から放送予定の『ピカルの定理』までのつなぎ番組として、2013年1月23日から3月27日までの約2ヶ月間の期間限定で、シーズン2としてゴールデンタイム（第1期）でのレギュラー放送再開が決定した。
シーズン2終了後、7月3日・19日にも特番で放送された。
2013年10月から、前月をもって終了となる『ピカルの定理』の後番組として、シーズン3としてゴールデンタイム（第2期）でのレギュラー放送再開と同時にデータ放送を開始し、DLE製作のFlashアニメーション『世界行ってみてるヒトはこんなヒトだった!?』のコーナーを追加した。
『ほこ×たて』終了（2013年10月20日放送分でやらせ・捏造が発覚し打ち切り）のつなぎ番組として11月24日（日曜日）19:00 - 19:58に『ほこ×たて』の代替番組としてスピンオフ番組『日本行ってみたらホントはこんなトコだった!?』を放送。
2014年1月22日から高島彩が産休（無事出産を終え、2014年10月1日よりアシスタント復帰）に入るため、その代役として1月29日から9月24日まで現役フジテレビアナウンサーの三上真奈が代理アシスタントを務めることになった。
2015年4月から本番組放送時間帯に『水曜歌謡祭』を放送することが決まったため、本番組は火曜20時台に移動することが決まった。2000年4月の『力の限りゴーゴゴー!!』から約15年間続いてきたバラエティ枠は一旦途絶える事になった。フジテレビ火曜20時台のバラエティ番組は、2004年1月13日 - 同年3月16日放送の『パンドラの秘宝〜クセになる世界TVウォッチ!』以来11年振り。また火曜20時台に移動しても、当番組は引き続き19:57 - 20:54で放送され、19時番組との接続はステブレレスとなるが、フジテレビ火曜20時台番組がフライングスタートになるのは、2001年4月 - 2003年8月に編成された時代劇路線（19:59 - 20:54）以来11年半振りで、「19:57開始」・「バラエティ番組」・「ステブレレス接続」では史上初。
本番組は2015年9月22日をもって終了し、後番組として同年11月から『優しい人なら解ける クイズやさしいね』を開始する。なお、雨上がり決死隊出演の番組は、2015年10月から放送時間を半年振りに水曜20時台に戻して、新番組『世界の何だコレ!?ミステリー』を開始された。

## 出演者

### 司会
- 雨上がり決死隊（宮迫博之・蛍原徹）
- 高島彩（フォニックス所属、元フジテレビアナウンサー）

### パネラー
レギュラー出演者
- バナナマン（設楽統・日村勇紀）
- ビビる大木

### 過去の出演者
- 三上真奈（フジテレビアナウンサー、2014年1月29日 - 9月24日）
- 出川哲朗(番組開始から2015年3月まで)[注 2]

### アニメ『世界行ってみてるヒトはホントはこんなヒトだった!?』
- 庄司D - 杉田智和
- 隅川D - 沢城みゆき
- 江種D - 福山潤
- 中村D - 下野紘
- 松井D - 日笠陽子

## 紹介された国

### パイロット版
| 回数 | 放送日        | 訪問した国        | 備考 |
| ---- | ------------- | ----------------- | ---- |
| SP1  | 2011年6月3日  | インド・ ブラジル |      |
| SP2  | 2011年9月18日 | モンゴル          |      |

### レギュラー化以降
| 回数      | 放送日                    | 訪問した国                | 備考                                         | 視聴率             |
| --------- | ------------------------- | ------------------------- | -------------------------------------------- | ------------------ |
| 1 - 3     | 2011年10月17日 - 31日     | インドネシア              |                                              | 9.2%・8.4%・7.9%   |
| 4 - 6     | 2011年11月7日 - 21日      | メキシコ                  |                                              | 10.6%・8.4%・7.6%  |
| 7 - 9     | 2011年11月28日 - 12月12日 | エチオピア                |                                              | 10.0%・8.5%・12.0% |
| SP3 - 4   | 2011年12月16日 - 23日     | 外伝                      | 番外編 未公開映像SP                          |                    |
| 10        | 2011年12月26日            | フィンランド              | 70分拡大版スペシャル                         | 8.5%               |
| 11 - 13   | 2012年1月9日 - 23日       | ベトナム                  |                                              | 8.4%・11.3%・9.5%  |
| 14 - 16   | 2012年1月30日 - 2月13日   | ポルトガル                |                                              | 8.5%・10.5%・9.0%  |
| 17 - 19   | 2012年2月20日 - 3月19日   | トルコ                    |                                              |                    |
| 20        | 2012年4月2日              | ハワイ（ アメリカ合衆国） | 84分拡大版スペシャル                         |                    |
| 21 - 23   | 2012年4月16日 - 30日      | ギリシャ                  |                                              |                    |
| 24 - 26   | 2012年5月7日 - 21日       | タイ                      |                                              |                    |
| 27 - 29   | 2012年5月28日 - 6月11日   | ブータン                  |                                              |                    |
| 30        | 2012年6月18日             | 特別編                    |                                              |                    |
| 31        | 2012年6月25日             | モロッコ                  | 78分拡大版スペシャル                         |                    |
| 32        | 2012年7月2日              | モロッコ続編              | モロッコの未公開映像を放送                   |                    |
| 33 - 35   | 2012年7月9日 - 23日       | イギリス                  | ロンドンオリンピック直前SP                   |                    |
| 36 - 39   | 2012年8月13日 - 9月3日    | ジャマイカ                |                                              |                    |
| 40        | 2012年9月10日             | 番外編                    | 爆笑未公開SP                                 |                    |
| SP5       | 2012年9月18日             | 中華民国（台湾）          | 2時間スペシャル（カスペ!枠で放送）           |                    |
| 41        | 2012年9月24日             | スペイン                  | 最終回84分拡大版スペシャル                   |                    |
| SP6       | 2012年12月11日            | イタリア                  | イタリア&マヤ歴スペシャル（カスペ!枠で放送） |                    |
| 42        | 2013年1月23日             | インド                    | シーズン2 初回2時間スペシャル                | 10.1%              |
| 43        | 2013年1月30日             | グアム                    |                                              | 9.2%               |
| 44 - 45   | 2013年2月13日 - 20日      | カンボジア                |                                              | 不明               |
| 46        | 2013年3月6日              | 南アフリカ共和国          | 2時間スペシャル                              | 不明               |
| 47        | 2013年3月20日             | ペルー                    | 2時間スペシャル                              | 12.7%              |
| 48        | 2013年3月27日             | 世界1周＆ フィリピン      | シーズン2 最終回3時間スペシャル              | 11.6%              |
| SP7       | 2013年7月3日              | アルゼンチン              | 2時間スペシャル                              |                    |
| SP8       | 2013年7月19日             | ケニア                    | 2時間スペシャル                              |                    |
| SP9       | 2013年9月11日             | フランス                  | 2時間スペシャル                              |                    |
| SP10      | 2013年9月25日             | ロシア                    | 2時間スペシャル                              |                    |
| 49        | 2013年10月9日             | アメリカ合衆国            | シーズン3 初回3時間スペシャル                | 13.2%              |
| 50        | 2013年10月16日            | 番外編                    | 未公開ランキングベスト10                     | 11.6%              |
| 51        | 2013年10月23日            | コロンビア                | 2時間スペシャル                              | 11.6%              |
| 52 - 53   | 2013年11月6日 - 13日      | ネパール                  |                                              | 12.3%・            |
| 54 - 55   | 2013年11月20日 - 27日     | アラブ首長国連邦          | 12.2%・10.5%                                 |                    |
| 56        | 2013年12月18日            | スウェーデン              | 2時間スペシャル                              |                    |
| 57        | 2014年1月8日              | オーストラリア            | 3時間スペシャル                              |                    |
| 58 - 59   | 2014年1月15日 - 22日      | マレーシア                |                                              |                    |
| 60        | 2014年1月29日             | チリ                      | 2時間スペシャル                              |                    |
| 61 - 62   | 2014年2月12日 - 19日      | スリランカ                |                                              |                    |
| 63        | 2014年3月5日              | マダガスカル              | 2時間スペシャル                              |                    |
| 64 - 65   | 2014年3月12日 - 19日      | ニュージーランド          |                                              |                    |
| 66        | 2014年4月9日              | 番外編                    | 未公開映像3時間スペシャル                    |                    |
| 67        | 2014年4月23日             | バハマ・ ドミニカ共和国   | 2時間スペシャル                              |                    |
| 68 - 69   | 2014年5月7日 - 14日       | ミャンマー                |                                              |                    |
| 70        | 2014年5月21日             | 番外編                    | 未公開ランキングベスト10                     |                    |
| 71 - 72   | 2014年5月28日 - 6月4日    | ブラジル                  |                                              |                    |
| 73 - 74   | 2014年6月11日 - 18日      | クロアチア                |                                              |                    |
| 75        | 2014年6月25日             | ウルグアイ                | 2時間スペシャル                              |                    |
| 76        | 2014年7月9日              | オランダ                  | 2時間スペシャル                              |                    |
| 77 - 78   | 2014年7月16日 - 23日      | カタール                  |                                              |                    |
| 79        | 2014年7月30日             | 伊豆（ 日本）             | 3時間スペシャル                              |                    |
| 80        | 2014年8月6日              | ニューカレドニア          |                                              |                    |
| 81 - 82   | 2014年8月27日 - 9月3日    | カナダ                    |                                              |                    |
| 83 - 84   | 2014年9月10日 - 17日      | タンザニア                |                                              |                    |
| 85        | 2014年9月24日             | インドネシア              | 2時間スペシャル                              |                    |
| 86        | 2014年10月1日             | ドイツ                    | 2時間スペシャル                              | 11.7%              |
| 87        | 2014年10月15日            | 特別編                    | 2時間スペシャル                              | 11.3%              |
| 88 - 89   | 2014年10月22日 - 11月5日  | スイス                    |                                              | 13.8%・8.2%        |
| 90        | 2014年11月12日            | ウズベキスタン            |                                              | 9.0%               |
| 91 - 92   | 2014年11月19日 - 26日     | タイ                      |                                              | 9.7%・7.6%         |
| 93        | 2014年12月10日            | 特別編                    |                                              | 8.8%               |
| 94        | 2014年12月17日            | イタリア                  | 2時間スペシャル                              | 7.9%               |
| 95        | 2015年1月14日             | アメリカ合衆国            | 2時間スペシャル                              | 9.9%               |
| 96 - 97   | 2015年1月21日 - 28日      | 香港・ マカオ             |                                              | 10.3%・            |
| 98        | 2015年2月4日              | 特別編                    | 未公開ランキングベスト10                     | 8.7%               |
| 99        | 2015年2月11日             | ベトナム                  | 2時間スペシャル                              | 12.8%              |
| 100 - 101 | 2015年2月25日 - 3月4日    | モルディブ                |                                              | 8.6%・10.4%        |
| 102       | 2015年3月25日             | スペイン                  | 3時間スペシャル                              | 9.5%               |
| 103       | 2015年4月21日             |                           | 2時間スペシャル                              | 9.1%               |

## スピンオフ番組

### 『日本行ってみたらホントはこんなトコだった!?』
『日本行ってみたらホントはこんなトコだった!?』（にほんいってみたらホントはこんなトコだった!?）とは、日本のある1つの都道府県に2人の海外出身者がそれぞれ1週間ずつ滞在し、外国の方から見た日本の各地の姿を徹底取材するスピンオフ番組。『世界行ってみたらホントはこんなトコだった!?』とは対照的な番組にあたる。第1回は、2013年11月10日の未明・早朝に関東ローカルで放送予定であったが、『ほこ×たて』の代替番組として、11月24日にゴールデンタイムでの全国ネットに変更された。

#### 放送日時・紹介された都道府県
| 回数 | 放送日                   | 放送時間      | 訪問した都道府県 | 備考 |
| ---- | ------------------------ | ------------- | ---------------- | ---- |
| 1    | 2013年11月24日（日曜日） | 19:00 - 19:58 | 青森県           |      |
| 2    | 2013年12月04日（水曜日） | 01:50 - 02:50 | 静岡県           |      |

#### 出演
- 雨上がり決死隊（宮迫博之・蛍原徹）
- 久代萌美（フジテレビアナウンサー）

#### 海外出身者
- マリア・パパドプール
- クリス・マッコームス

## ネット局

### パイロット版
| 放送対象地域 | 放送局          | 系列           | 放送日時                 | 放送日時                  | 遅れ   |
| 放送対象地域 | 放送局          | 系列           | 第1回                    | 第2回                     | 遅れ   |
| ------------ | --------------- | -------------- | ------------------------ | ------------------------- | ------ |
| 関東広域圏   | フジテレビ (CX) | フジテレビ系列 | 2011年6月4日 2:05 - 4:05 | 2011年9月19日 0:40 - 2:10 | 制作局 |

### レギュラー版（シーズン1）
| 放送対象地域   | 放送局                   | 系列                                         | 放送日時                     | 遅れ       | 脚注     |
| -------------- | ------------------------ | -------------------------------------------- | ---------------------------- | ---------- | -------- |
| 関東広域圏     | フジテレビ (CX)          | フジテレビ系列                               | 月曜 23:00 - 23:30           | 制作局     | 制作局   |
| 北海道         | 北海道文化放送 (uhb)     | フジテレビ系列                               | 月曜 23:00 - 23:30           | 同時ネット |          |
| 岩手県         | 岩手めんこいテレビ (mit) | フジテレビ系列                               | 月曜 23:00 - 23:30           | 同時ネット |          |
| 宮城県         | 仙台放送 (OX)            | フジテレビ系列                               | 月曜 23:00 - 23:30           | 同時ネット |          |
| 秋田県         | 秋田テレビ (AKT)         | フジテレビ系列                               | 月曜 23:00 - 23:30           | 同時ネット |          |
| 山形県         | さくらんぼテレビ (SAY)   | フジテレビ系列                               | 月曜 23:00 - 23:30           | 同時ネット |          |
| 福島県         | 福島テレビ (FTV)         | フジテレビ系列                               | 月曜 23:00 - 23:30           | 同時ネット |          |
| 新潟県         | 新潟総合テレビ (NST)     | フジテレビ系列                               | 月曜 23:00 - 23:30           | 同時ネット |          |
| 長野県         | 長野放送 (NBS)           | フジテレビ系列                               | 月曜 23:00 - 23:30           | 同時ネット |          |
| 静岡県         | テレビ静岡 (SUT)         | フジテレビ系列                               | 月曜 23:00 - 23:30           | 同時ネット |          |
| 富山県         | 富山テレビ (BBT)         | フジテレビ系列                               | 月曜 23:00 - 23:30           | 同時ネット |          |
| 石川県         | 石川テレビ (ITC)         | フジテレビ系列                               | 月曜 23:00 - 23:30           | 同時ネット |          |
| 福井県         | 福井テレビ (FTB)         | フジテレビ系列                               | 月曜 23:00 - 23:30           | 同時ネット |          |
| 中京広域圏     | 東海テレビ (THK)         | フジテレビ系列                               | 月曜 23:00 - 23:30           | 同時ネット |          |
| 近畿広域圏     | 関西テレビ (KTV)         | フジテレビ系列                               | 月曜 23:00 - 23:30           | 同時ネット |          |
| 島根県・鳥取県 | 山陰中央テレビ (TSK)     | フジテレビ系列                               | 月曜 23:00 - 23:30           | 同時ネット |          |
| 岡山県・香川県 | 岡山放送 (OHK)           | フジテレビ系列                               | 月曜 23:00 - 23:30           | 同時ネット |          |
| 広島県         | テレビ新広島 (tss)       | フジテレビ系列                               | 月曜 23:00 - 23:30           | 同時ネット |          |
| 愛媛県         | テレビ愛媛 (EBC)         | フジテレビ系列                               | 月曜 23:00 - 23:30           | 同時ネット |          |
| 高知県         | 高知さんさんテレビ (KSS) | フジテレビ系列                               | 月曜 23:00 - 23:30           | 同時ネット |          |
| 福岡県         | テレビ西日本 (TNC)       | フジテレビ系列                               | 月曜 23:00 - 23:30           | 同時ネット |          |
| 佐賀県         | サガテレビ (STS)         | フジテレビ系列                               | 月曜 23:00 - 23:30           | 同時ネット |          |
| 長崎県         | テレビ長崎 (KTN)         | フジテレビ系列                               | 月曜 23:00 - 23:30           | 同時ネット |          |
| 熊本県         | テレビくまもと (TKU)     | フジテレビ系列                               | 月曜 23:00 - 23:30           | 同時ネット |          |
| 鹿児島県       | 鹿児島テレビ (KTS)       | フジテレビ系列                               | 月曜 23:00 - 23:30           | 同時ネット |          |
| 沖縄県         | 沖縄テレビ (OTV)         | フジテレビ系列                               | 月曜 23:00 - 23:30           | 同時ネット |          |
| 宮崎県         | テレビ宮崎 (UMK)         | フジテレビ系列 日本テレビ系列 テレビ朝日系列 | 月曜 10:45 - 11:15           | 遅れネット |          |
| 大分県         | テレビ大分 (TOS)         | 日本テレビ系列 フジテレビ系列                | 月曜 16:23 - 16:53           | 遅れネット |          |
| 青森県         | 青森テレビ (ATV)         | TBS系列                                      | 火曜 0:25 - 0:55（月曜深夜） | 遅れネット | [ 注 9 ] |
| 山口県         | テレビ山口 (tys)         | TBS系列                                      | 火曜 0:45 - 1:15（月曜深夜） | 遅れネット |          |
| 徳島県         | 四国放送 (JRT)           | 日本テレビ系列                               | 日曜 13:00 - 13:30           | 遅れネット |          |

### レギュラー版（シーズン2・3）
| 放送対象地域   | 放送局                  | 系列                                         | 放送日時           | 放送日時           | 放送日時           | 遅れ       | 脚注      |
| 放送対象地域   | 放送局                  | 系列                                         | シーズン2          | シーズン3          | シーズン3          | 遅れ       | 脚注      |
| 放送対象地域   | 放送局                  | 系列                                         | シーズン2          | 2014年度まで       | 2015年度上期       | 遅れ       | 脚注      |
| -------------- | ----------------------- | -------------------------------------------- | ------------------ | ------------------ | ------------------ | ---------- | --------- |
| 関東広域圏     | フジテレビ(CX)          | フジテレビ系列                               | 水曜 19:57 - 20:54 | 水曜 19:57 - 20:54 | 火曜 19:57 - 20:54 | 制作局     | 制作局    |
| 北海道         | 北海道文化放送(uhb)     | フジテレビ系列                               | 水曜 19:57 - 20:54 | 水曜 19:57 - 20:54 | 火曜 19:57 - 20:54 | 同時ネット |           |
| 岩手県         | 岩手めんこいテレビ(mit) | フジテレビ系列                               | 水曜 19:57 - 20:54 | 水曜 19:57 - 20:54 | 火曜 19:57 - 20:54 | 同時ネット |           |
| 宮城県         | 仙台放送(OX)            | フジテレビ系列                               | 水曜 19:57 - 20:54 | 水曜 19:57 - 20:54 | 火曜 19:57 - 20:54 | 同時ネット |           |
| 秋田県         | 秋田テレビ(AKT)         | フジテレビ系列                               | 水曜 19:57 - 20:54 | 水曜 19:57 - 20:54 | 火曜 19:57 - 20:54 | 同時ネット |           |
| 山形県         | さくらんぼテレビ(SAY)   | フジテレビ系列                               | 水曜 19:57 - 20:54 | 水曜 19:57 - 20:54 | 火曜 19:57 - 20:54 | 同時ネット |           |
| 福島県         | 福島テレビ(FTV)         | フジテレビ系列                               | 水曜 19:57 - 20:54 | 水曜 19:57 - 20:54 | 火曜 19:57 - 20:54 | 同時ネット |           |
| 新潟県         | 新潟総合テレビ(NST)     | フジテレビ系列                               | 水曜 19:57 - 20:54 | 水曜 19:57 - 20:54 | 火曜 19:57 - 20:54 | 同時ネット |           |
| 長野県         | 長野放送(NBS)           | フジテレビ系列                               | 水曜 19:57 - 20:54 | 水曜 19:57 - 20:54 | 火曜 19:57 - 20:54 | 同時ネット |           |
| 静岡県         | テレビ静岡(SUT)         | フジテレビ系列                               | 水曜 19:57 - 20:54 | 水曜 19:57 - 20:54 | 火曜 19:57 - 20:54 | 同時ネット |           |
| 富山県         | 富山テレビ(BBT)         | フジテレビ系列                               | 水曜 19:57 - 20:54 | 水曜 19:57 - 20:54 | 火曜 19:57 - 20:54 | 同時ネット |           |
| 石川県         | 石川テレビ(ITC)         | フジテレビ系列                               | 水曜 19:57 - 20:54 | 水曜 19:57 - 20:54 | 火曜 19:57 - 20:54 | 同時ネット |           |
| 福井県         | 福井テレビ(FTB)         | フジテレビ系列                               | 水曜 19:57 - 20:54 | 水曜 19:57 - 20:54 | 火曜 19:57 - 20:54 | 同時ネット |           |
| 中京広域圏     | 東海テレビ(THK)         | フジテレビ系列                               | 水曜 19:57 - 20:54 | 水曜 19:57 - 20:54 | 火曜 19:57 - 20:54 | 同時ネット |           |
| 近畿広域圏     | 関西テレビ(KTV)         | フジテレビ系列                               | 水曜 19:57 - 20:54 | 水曜 19:57 - 20:54 | 火曜 19:57 - 20:54 | 同時ネット |           |
| 島根県・鳥取県 | 山陰中央テレビ(TSK)     | フジテレビ系列                               | 水曜 19:57 - 20:54 | 水曜 19:57 - 20:54 | 火曜 19:57 - 20:54 | 同時ネット |           |
| 岡山県・香川県 | 岡山放送(OHK)           | フジテレビ系列                               | 水曜 19:57 - 20:54 | 水曜 19:57 - 20:54 | 火曜 19:57 - 20:54 | 同時ネット |           |
| 広島県         | テレビ新広島(tss)       | フジテレビ系列                               | 水曜 19:57 - 20:54 | 水曜 19:57 - 20:54 | 火曜 19:57 - 20:54 | 同時ネット |           |
| 愛媛県         | テレビ愛媛(EBC)         | フジテレビ系列                               | 水曜 19:57 - 20:54 | 水曜 19:57 - 20:54 | 火曜 19:57 - 20:54 | 同時ネット |           |
| 高知県         | 高知さんさんテレビ(KSS) | フジテレビ系列                               | 水曜 19:57 - 20:54 | 水曜 19:57 - 20:54 | 火曜 19:57 - 20:54 | 同時ネット |           |
| 福岡県         | テレビ西日本(TNC)       | フジテレビ系列                               | 水曜 19:57 - 20:54 | 水曜 19:57 - 20:54 | 火曜 19:57 - 20:54 | 同時ネット |           |
| 佐賀県         | サガテレビ(STS)         | フジテレビ系列                               | 水曜 19:57 - 20:54 | 水曜 19:57 - 20:54 | 火曜 19:57 - 20:54 | 同時ネット |           |
| 長崎県         | テレビ長崎(KTN)         | フジテレビ系列                               | 水曜 19:57 - 20:54 | 水曜 19:57 - 20:54 | 火曜 19:57 - 20:54 | 同時ネット |           |
| 熊本県         | テレビくまもと(TKU)     | フジテレビ系列                               | 水曜 19:57 - 20:54 | 水曜 19:57 - 20:54 | 火曜 19:57 - 20:54 | 同時ネット |           |
| 大分県         | テレビ大分(TOS)         | 日本テレビ系列 フジテレビ系列                | 水曜 19:57 - 20:54 | 水曜 19:57 - 20:54 | 火曜 19:57 - 20:54 | 同時ネット | [ 注 10 ] |
| 宮崎県         | テレビ宮崎(UMK)         | フジテレビ系列 日本テレビ系列 テレビ朝日系列 | 水曜 19:57 - 20:54 | 水曜 19:57 - 20:54 | 火曜 19:57 - 20:54 | 同時ネット |           |
| 鹿児島県       | 鹿児島テレビ(KTS)       | フジテレビ系列                               | 水曜 19:57 - 20:54 | 水曜 19:57 - 20:54 | 火曜 19:57 - 20:54 | 同時ネット |           |
| 沖縄県         | 沖縄テレビ(OTV)         | フジテレビ系列                               | 水曜 19:57 - 20:54 | 水曜 19:57 - 20:54 | 火曜 19:57 - 20:54 | 同時ネット |           |
| 青森県         | 青森テレビ(ATV)         | TBS系列                                      | 土曜 15:00 - 15:57 | 土曜 15:00 - 15:57 | 土曜 15:00 - 15:57 | 遅れネット |           |

- そのほか、TBS系列のテレビ山口では単発特番扱いで放送していた。

### 放送時間の変遷
| 放送期間   | 放送期間   | 放送時間 (JST)               |
| ---------- | ---------- | ---------------------------- |
| 2011.10.17 | 2012.09.24 | 月曜日 23:00 - 23:30（30分） |
| 2013.01.23 | 2015.03.25 | 水曜日 19:57 - 20:54（57分） |
| 2015.04.21 | 2015.09.22 | 火曜日 19:57 - 20:54（57分） |

シーズン3の枠移動後となる火曜20時台はあくまで全編ローカルセールス枠である。そのため、通常時はフジテレビ系列全局同時ネットであるも、系列局によってはプロ野球中継を中心とした自社制作番組などに差し替えて編成するため、放送休止（放送返上）または後日振替放送のどちらかとなることがあった。その回2時間スペシャルの場合は1時間に再編集した短縮版を放送していた。なお19:00 - 20:54の場合は全編自主編成とする場合もあった。

## トラブル
- 2013年3月20日に放送された特番[6]で、政府が立ち入りを厳しく制限しているナスカの地上絵に、女性ディレクターが立ち入りハチドリの地上絵付近で寝そべるなどをしたことが問題となった。フジテレビ側はペルー文化省からの撮影許可を取得して行われたと説明するものの、2015年1月にはペルー政府はその立ち会ったペルー文化省ナスカ支局長を刑事告訴している[7]。